# George Condo

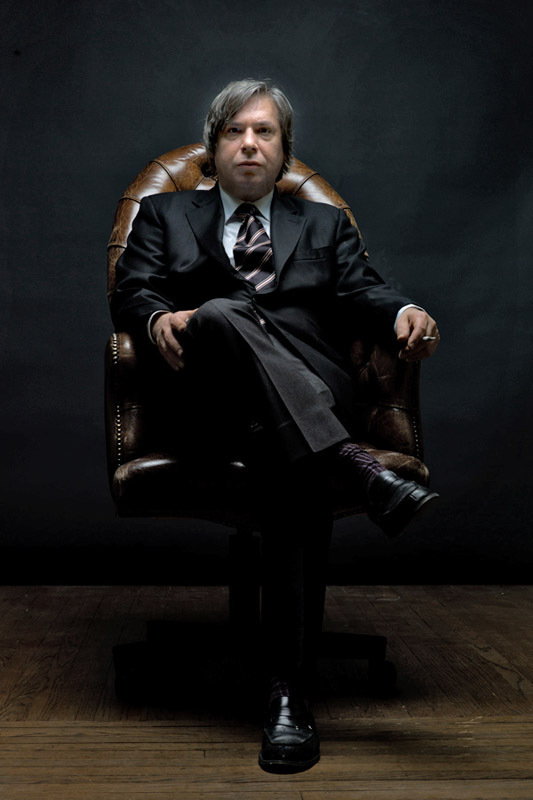
George Condo

George Condo (* 1957 in Concord, New Hampshire, USA) ist ein US-amerikanischer Maler, welcher der postmodernen Kunst zuzurechnen ist.

## Leben
Er lebt seit den 1980er Jahren in New York City, wo er mit Jean-Michel Basquiat und Keith Haring befreundet war. Er arbeitete u. a. mit William S. Burroughs und Allen Ginsberg zusammen.

## Werk
Im Jahr 2000 wurde der Film Condo Painting (Regie: John McNaughton) veröffentlicht.
Zu Weihnachten 2013 gestaltete George Condo eine Birkin Bag aus hellbraunem Glattleder mit einer Darstellung weiblicher Akte und weiterer grotesker Figuren. Der Rapper Kanye West schenkte das künstlerisch gestaltete Unikat seiner Verlobten Kim Kardashian zu Weihnachten. Condo gestaltete bereits das Album-Cover von My Beautiful Dark Twisted Fantasy für West.
2016 zeigte das Berliner Museum Berggruen die Ausstellung Confrontation, in der es zur Begegnung zwischen musealer Hochkunst von Pablo Picasso, Paul Klee, Paul Cézanne und Henri Matisse sowie zeitgenössischer Trashkultur von Condo kam. Seine Bilder sind bevölkert mit deformierten Clowns, verknoteten Akten und Outlaws.

## Ausstellungen
- 2011: George Condo: Mental States, New Museum of Contemporary Art, Manhattan, New York City, USA; danach Museum Boijmans Van Beuningen, Rotterdam und bis Mai 2012 in der Schirn Kunsthalle Frankfurt.
- 2013: George Condo, Paintings Sculpture, Galerie Sprüth Magers, Berlin. Katalog.
- 2016: George Condo. Confrontation, Museum Berggruen, Berlin

## Film
- 2018: Nathaniel Kahn: The Price of Everything